# Les Filles de Caleb (série télévisée)
Pour les articles homonymes, voir Les Filles de Caleb.
Blanche
Les Filles de Caleb, ou Émilie, la passion d'une vie (en France), est un téléroman québécois en vingt épisodes de 45 minutes réalisé par Jean Beaudin d'après le roman d'Arlette Cousture Les Filles de Caleb: Le Chant du coq, diffusé entre le 18 octobre 1990 et le 28 février 1991 à la Télévision de Radio-Canada.
En France, le feuilleton a été diffusé entre le 1er décembre 1992 et le 13 avril 1993 sur France 3, en heure de grande écoute.

## Synopsis
L'action se déroule à Saint-Tite, en Mauricie, à la fin du XIXe siècle et au début du XXe siècle. La fille de Caleb Bordeleau, Émilie, au caractère bien trempé, poursuit ses études et devient maîtresse d’école. Déchirée entre sa vocation d’institutrice et son amour pour Ovila, son élève de deux ans plus jeune qu'elle, la vie d'Émilie sera marquée de choix et de passion.

## Fiche technique
- Réalisation : Jean Beaudin
- Scénario : Fernand Dansereau
- Musique : Richard Grégoire
- Société de production : Cité Amérique

## Distribution
- Marina Orsini : Émilie Bordeleau
- Roy Dupuis : Ovila (prénom de baptême : Charles) Pronovost
- Vincent Bolduc : Napoléon Bordeleau
- Germain Houde : Caleb Bordeleau
- Johanne Marie Tremblay : Célina Bordeleau
- Pierre Curzi : Dosithé Pronovost
- Véronique Le Flaguais : Félicité Pronovost
- Jessica Barker : Charlotte Baumier
- Geneviève Langlois : Année Bordeleau
- Richard Blaimert : Edmond Pronovost
- Hugo Dubé : Joachim Crête
- Michel Goyette : Lazare Pronovost
- Patrick Goyette : Ovide Pronovost
- Ariane Frédérique : Éva Pronovost
- Lucie Laurier : Émilie (enfant)
- Sophie Léger : Antoinette Arcand
- Jacques Lussier : Henri Douville
- Nathalie Mallette : Berthe Auclair
- Jean-Pierre Bergeron : Monsieur Lebrun (« gros gras »)
- Marie-Renée Patry : Madame Lebrun
- Suzanne Gingras : Marie Lebrun
- Karine Pelletier : Rose Pronovost
- Ysabelle Rosa : Rosée Pronovost
- Patrick Labbé : Télesphore Pronovost
- Catherine Tranchemontagne : Henriette Vallée
- Pierre Germain : Curé St-Stanislas
- Gabriel Duchesneau(-Poellhuber) : Paul-Ovide Pronovost
- Daniel Laflamme : Émile Pronovost
- Yvon Roy : Émile Pronovost
- Philippe Ross : Émile Pronovost
- Francis Renaud : Télésphore Pronovost
- David Chouinard-Lavoie : Télésphore Pronovost
- Marie-Ève Ferland-Miron : Léda Bordeleau
- Alexandre Pilon : Émilien Bordeleau
- Jod Léveillé-Bernard : Émilien Pronovost
- Maxime Collin : Honoré Bordeleau
- Reynald Bouchard : Curé Grenier
- Fabien Dupuis : Arthur Veillette
- Jonathan Mérineau-Gosselin : Oscar Pronovost
- Alexandre Bergeron : Oscar Pronovost
- Étienne de Passillé : Oscar Pronovost
- Catherine Tranchemontagne : Henriette Vallée
- Eric Mckay : Edwige Bordeleau
- Jean-François Vermette : Edwige Bordeleau
- Pierre-Paul Donais : Pierre-Joseph Alarie
- Mathieu Lachapelle : Le petit François
- Annie Major-Matte : Marie-Ange Pronovost
- Karine Poellhuber : Marie-Ange Pronovost (2 à 3 ans)
- Adèle Pilote : Jeanne Pronovost
- David Cromp : Clément Pronovost
- Annabelle Lamontagne : Alice Pronovost (3 mois)
- Léa Guimond : Alice Pronovost
- Renée Girard : Madame Clouatre
- Guy Robitaille : Chantre
- Paul Dion : Elzéar Veillette
- Alain Gélinas : Le docteur
- Sabin Thivierge : Pierre Eustache
- Réjean Gauvin : Buveur #1
- Jean-François Pichette : Buveur #2
- Marc Legault : Buveur #3
- Caroline Stephenson : Philomène
- Michel Edmond Robert : Monsieur Baumier, père de Charlotte
- Michel Thériault : Gaspard Périgny

## Récompenses
1991 :
- Prix Gémeaux de la meilleure série dramatique
- Prix Gémeaux du meilleur premier rôle féminin dramatique : Marina Orsini
- Prix Gémeaux du meilleur premier rôle masculin dramatique : Roy Dupuis
- Prix Gémeaux du meilleur rôle de soutien féminin dramatique : Véronique Le Flaguais
- Prix Gémeaux du meilleur rôle de soutien masculin dramatique : Germain Houde
- Prix Gémeaux de la meilleure réalisation dramatique : Jean Beaudin
- Prix Gémeaux du meilleur texte dramatique : Fernand Dansereau
- Prix Gémeaux pour direction photographique, meilleur montage, meilleur son d'ensemble, meilleurs décors, meilleurs costumes et meilleure musique originale

## Commentaires

### Succès
- Ce téléroman est l'un des plus grands succès de l’histoire de la télévision québécoise. Le 31 janvier 1991, le téléroman a attiré 3 664 000 téléspectateurs, ce qui constituait un record qui n'a été surpassé que par La Petite Vie en 1995[5]. Il y a eu des rediffusions dans les années qui ont suivi. De nos jours, ce feuilleton est resté l'un des plus marquants et populaires de l'histoire de la télévision québécoise.
- En France, 4 millions de téléspectateurs ont suivi la série en moyenne[4].

### Doublage français
Pour la diffusion française, les acteurs ont été doublés afin de gommer l'accent québécois, et certains dialogues et certaines expressions ont été réécrits pour être compris par les téléspectateurs de France.